# San Miguel de Valero
San Miguel de Valero é um município da Espanha na província de Salamanca, comunidade autónoma de Castela e Leão, de área 28,55 km² com população de 372 habitantes (2007) e densidade populacional de 13,76 hab/km².

## Demografia
| Variação demográfica do município entre 1991 e 2004 | Variação demográfica do município entre 1991 e 2004 | Variação demográfica do município entre 1991 e 2004 | Variação demográfica do município entre 1991 e 2004 |
| --------------------------------------------------- | --------------------------------------------------- | --------------------------------------------------- | --------------------------------------------------- |
| 1991                                                | 1996                                                | 2001                                                | 2004                                                |
| 456                                                 | 447                                                 | 413                                                 | 394                                                 |